# Енн Берджесс
Доктор Енн С. Волберт Берджесс  (народилася 2 жовтня 1936 р.) — американська дослідниця та психіатрична клінічна медсестра-спеціаліст, чия робота зосереджена на жертвах травм і жорстокого поводження, а також автор книги «Вбивця за задумом: Вбивці, мисливці за розумом і моя спроба розшифрувати злочинний розум». Вона є професором Школи медсестер Вільяма Ф. Коннелла в Бостонському коледжі. Вона здобула ступінь магістра в Університеті Меріленду та ступінь доктора в Бостонському університеті.

## Молодість і освіта
Берджесс народилася і виросла в Ньютоні, штат Массачусетс. У молодості вона сказала, що єдиними варіантами кар'єри для жінок на той час були медсестра, секретарка або вчителька. Зрештою вона здобула ступінь медсестри в Бостонському університеті. Берджесс отримала ступінь бакалавра наук у Бостонському університеті, ступінь магістра наук у Мерілендському університеті та доктора медсестринських наук у Бостонському університеті.

## Кар'єра
Берджесс — медсестра-спеціаліст із психіатричної клініки, яка має докторський ступінь. Берджесс - дипломована як доктор, сертифікована правлінням медсестра-спеціаліст з клінічного медсестринства.
Вона була піонером в оцінці та лікуванні травм у жертв зґвалтувань. Разом із соціологом Бостонського коледжу Ліндою Лайтл Холмстром вона заснувала одну з перших програм кризового консультування в Бостонській міській лікарні.
Разом з ЛіндоюХолмстром вона провела масштабне дослідження жертв зґвалтувань 1960-х років у Бостоні. Вона опитувала жертв і кількісно оцінювала їхній досвід. Це привернуло увагу ФБР. Вона почала консультувати Джона Е. Дугласа, Роберта Ресслера та інших агентів ФБР у відділі поведінкових досліджень (Behavioral Science Unit — BSU) для розробки сучасного психологічного профілювання серійних убивць. BSU був зацікавлений у проведенні подібних досліджень Берджесс, але стосовно злочинців, а не жертв. Берджесс отримала доступ до ранніх касет, які були записані під час перших інтерв’ю з серійними вбивцями, таких як бесіди з Едмундом Кемпером, Тедом Банді та Чарльзом Менсоном. Спочатку вона сумнівалася у доцільності співпраці з ФБР, оскільки мала четверо маленьких дітей і знала, що це забиратиме час у її сім’ї. Проте важливість роботи – це те, що змусило її погодитися: «Я відчувала тиск, щоб прийняти правильне рішення. Я маю на увазі, що мені було байдуже до злочинців, вони були вбивцями. Найбільшою мотивацією, з мого погляду, була допомога жертвам. Я зосередилася на цьому настільки, наскільки могла», — сказала вона в  документальному серіалі Hulu, заснованому на її роботі. Завдяки інтерв'ю та пошуку закономірностей серед серійних вбивць, її команда першою виявила схожі травми серед серійних вбивць.

### Джон Б. Сімоніс
Берджесс вперше консультувала у справі Джона Б. Сімоніса. Він був відомий як «Луїзіанський ґвалтівник у лижній масці» і зізнався у понад 80 зґвалтуваннях у 12 штатах країни Берджесс відправили до Луїзіани, щоб вона опитала своїх жертв. Коли вона вперше приїхала сама і представилася як співробітник ФБР, влада зателефонувала до ФБР, вважаючи, що вона видає себе за агента через те, що вона жінка. Проводячи інтерв’ю, Берджесс говорила жінкам, що вони важливі для розслідування, оскільки їхня інформація може допомогти зловити злочинця. За її словами, саме це змусило багатьох з них відкритися їй, оскільки вони зрозуміли, що влада повірила їхнім розповідям. Берджесс зрозуміла, що жертвами були жінки, які вели заможний спосіб життя. Вона припустила, що він буде їздити на яскравій машині. Завдяки профілю, створеному її командою, поліція заарештувала Сімоніса. Його засудили до 18 довічних термінів і 2406 років ув'язнення.

### Джон Жубер
Після того, як у штаті Небраска було вбито хлопчика, член BSU надав поліції інформацію про те, ким міг бути вбивця. Опис виявився невірним і призвів до помилкового арешту. Після вбивства другого хлопчика, коли з'ясувалося, що це був серійний вбивця, Берджес офіційно запросили в кімнату для складання профілю. Берджесс описала його як білого чоловіка у віці близько 20 років зі слабкою статурою. Докази вказували на те, що його жертви-хлопчики довіряли йому, тому Берджес припустила, що він може бути вчителем, тренером або лідером скаутів. Пізніше було підтверджено, що він був помічником скаут-майстра. Берджесс також зазначила, що він може цікавитися детективними журналами, оскільки це було спільною рисою подібних серійних вбивць. Серед речей Жубера був детективний журнал, який був зачитаний на сторінці про викрадення молодого газетяра. Після того, як Жубера визнали винним, його засудили до смертної кари та стратили.

### Опал Хортон
Берджесс викликали взяти інтерв'ю у 8-річної Опал Хортон в Іллінойсі. Хортон їхала на велосипеді зі своєю подругою Мелісою Акерман, коли якийсь чоловік намагався їх викрасти. Хортон вдалося втекти, але Акерман забрали в машину чоловіка, і її так і не знайшли. Було вкрай важливо отримати від Хортон якомога більше інформації. Під час інтерв'ю Берджесс попросила, щоб Хортон зробила малюнки інциденту, сподіваючись, що це полегшить дитині спілкування. Дитина намалювала місце злочину та те, що вона відчувала в той час. Поліція використала опис Хортона та ескіз автомобіля, який використовувався під час викрадення, щоб заарештувати Дугана.

### Брати Менендес
На той час, коли Берджесс зателефонували у справі братів Менендес, вона вже майже відійшла від своєї кар'єри. Команда захисту попросила її виступити як свідка-експерта. Звинувачення стверджувало, що брати вбили своїх батьків через гроші. Берджесс не вважала цей мотив безглуздим, тому вилетіла до Каліфорнії, щоб зустрітися з ними.
За словами Берджесс, вперше вона була в кімнаті з убивцею, коли вперше зустріла Еріка Менендеса. Вона витратила близько 50 годин на інтерв'ю з ним. Як і  у випадку з Опал Хортон, Берджесс попросила Еріка намалювати злочин. Вона вважала, що це полегшить Еріку обговорення, оскільки йому не потрібно буде дивитися прямо на неї. Берджесс каже, що Ерік намалював свого батька великим і владним. За словами Берджесса, багато ескізів, які Ерік намалював про нього та його батька, відбувалися в спальні, яка, на її думку, була «незвичайним місцем». Вона попросила Еріка розповісти більше про його батька і спальню, і Ерік намалював зображення інцесту, сексуального насильства. «Вони вбили своїх батьків. Абсолютно незалежно від обставин, це все одно неправильно. Але вони, безумовно, зазнали жорстокого поводження. Я можу співчувати тому, з чим їм довелося миритися. Тому я вирішила свідчити на боці захисту», — сказала Берджесс. Колеги-агенти критикували її. Джон Е. Дуглас прямо сказав їй, що вона робить неправильний вибір. Однак вона відчувала, що її спонукав мотив: «Для мене це було важливо з погляду того, щоб розповісти правду про травму і насильство».
Перший судовий процес закінчився тим, що присяжні не прийняли жодного рішення. Під час другого судового процесу Берджес не дозволили давати свідчення, оскільки суддя не допустив свідків-експертів, які були експертами з питань насильства. «Мені було сумно за них, — сказала Берджесс, — і я все ще відчуваю, що життя без можливості умовно-дострокового звільнення — це неправильно. Це не те, що вони збиралися зробити знову. Вони не були серійними вбивцями».
Побачивши, як вона вплинула на присяжних під час першого судового процесу, Берджесс зрозуміла, що по-справжньому допомогти жертвам можна, лише перебуваючи в центрі уваги і надаючи свої свідчення під час судових процесів. Вона почала брати справи, до яких відчувала потяг.

### Білл Косбі
Берджесс було доручено взяти інтерв'ю у Андреа Констанд, коли вона почала свій цивільний позов проти Білла Косбі ще в 2005 році. «У неї була робота. Вона полягала в тому, щоб спробувати витягти речі з моєї пам’яті», — каже Констанд. Це було складно, оскільки, за словами Констанд, Косбі накачав її наркотиками і під час нападу вона була непритомна. Окрім запитань про саму подію, Берджесс розпитувала її про її поведінку до і після інциденту. За словами Берджесс, навіть якщо людина була непритомною протягом більшої частини або всього сексуального нападу, тіло все одно пам'ятає травму і реагує відповідним чином. Справу було залагоджено, але Констанд змогла знову зіткнутися з Косбі у кримінальній справі під час руху MeToo, оскільки все більше жінок розповідали подібні історії.

### Вплив
Загалом Берджесс була невід'ємною частиною розвитку та розширення  відділу поведінкових досліджень ФБР. Берджесс публікувала книги та результати досліджень, щоб наука про поведінку могла бути використана правоохоронними органами. Навіть у свої 80 років Берджесс продовжує викладати та працювати над різними справами. Зараз вона проводить дослідження зниклих безвісти та вбитих жінок корінних народів.

## Особисте життя
Берджесс має 2 синів і 2 дочок від свого чоловіка Аллена. Вона має досвід роботи з авіацією та керуванням літаками.
У неї є онука Алекс, з якою вона допомагає збирати дані про маніфести масових вбивств.

## Відзнаки
Вона отримала численні нагороди та відзнаки, включаючи звання «Жива легенда» від Американської академії медсестер (AAN) у жовтні 2016 року, а також інавгураційну нагороду судового медсестринства імені Енн Берджесс від Міжнародної асоціації судових медсестер у 2009 році, міжнародну нагороду імені Одрі Хепберн від Sigma Theta Tau, нагороду імені Хільдегард Пеплау від Асоціації медсестер Америки та міжнародну нагороду «Лауреат епістеми» від Sigma Theta Tau. Вона здобула ступінь бакалавра медсестринства (BSN) в Бостонському університеті, магістра медсестринства (MSN) в Університеті Меріленда та доктора медсестринства (DNSc) в Бостонському університеті.

## Вибрана бібліографія
Нижче наведено неповний перелік публікацій Берджесс.

### Книги
- Burgess, Ann Wolpert; Groth, A. Nicholas; Holmstrom, Lynda Lytle; Sgroi, Suzanne M. (1978). Sexual Assault of Children and Adolescents. Lexington Books. ISBN 9780669018929.
- Ressler, Robert K.; Burgess, Ann W.; Douglas, John E. (1988). Sexual Homicide: Patterns and Motives. Lexington, MA: Lexington Books. ISBN 9780669165593.
- Douglas, John E.; Burgess, Ann W.; Burgess, Allen G.; Ressler, Robert K. (2013). Crime Classification Manual: A Standard System for Investigating and Classifying Violent Crime. Wiley. ISBN 9781118421536.
- Burgess, Ann Wolbert; Constantine, Steven Matthew (2021). A Killer by Design: Murders, Mindhunters, and My Quest to Decipher the Criminal Mind. Hachette Books. ISBN 9780306924866.

## Вплив
Берджесс вважається натхненницею персонажа доктора Венді Карр, психологічної консультантки відділу поведінкових наук ФБР у серіалі «Мисливець за розумом» від Netflix. З персонажем доктора Карр було допущено кілька вільностей. В інтерв'ю журналу Newsweek вона прокоментувала образ Карр, заявивши, що вона правильно відтворила кілька аспектів життя Берджесс, окрім того, що Карр працювала психологом, а Берджесс - медсестрою.  Коли її запитали, чому її професію змінили, Берджесс відповіла: «Я думаю, вони відчули, що повинні дати цій Венді Карр заняття або професію, яку люди зрозуміють, а вони не розуміють медсестер». Берджесс також зазначила, що, хоча героїня Карр є лесбійкою, Берджесс не є такою.
У 2024 році телеканал Hulu випустив документальний серіал із трьох частин про Берджесс та її роботу під назвою «Натхненник: думати як убивця».

## Виноски
1. 1 2 3 4 5 6 7 8 9 10  Чеська національна авторитетна база даних
2. ↑  Jeffreys, Sheila (2008). The Idea of Prostitution. Spinifex Press. с. 356–. ISBN 978-1-876756-67-3.
3. 1 2  Giacobbe, Alyssa (2019). BC's Ann Burgess is a Mastermind. Boston College Magazine.
4. ↑  Ann Wolbert Burgess - Connell School of Nursing (англ.). Boston College. Процитовано 15 липня 2024.
5. ↑  Giacobbe, Alyssa (2019). BC's Ann Burgess is a Mastermind. Boston College Magazine.
6. ↑  Ochberg, Frank (17 червня 2013). Post-Traumatic Therapy And Victims Of Violence. Routledge. с. 112–. ISBN 978-1-134-84714-3.
7. ↑  Moon, Emily (26 жовтня 2017). Meet the Female Forensic Researcher Behind Netflix's 'Mindhunter'. Pacific Standard. Процитовано 2 лютого 2018.
8. 1 2 3 4 5 6 7 8 9 10 11  Fuller, Abby (director) (1 липня 2024). Mastermind: To Think Like a Killer (docuseries) (English) . United States: Hulu.
9. ↑  The ski mask rapist: from petty theft to sexual assault. UPI. 13 грудня 1981.
10. ↑  The mother of 'ski mask rapist' Jon B. Simonis,... UPI. 23 грудня 1981.
11. ↑  Starr, Lola (7 травня 2023). Inside The Mind Of John Joseph Joubert IV: Part Two. The SMCC Beacon.
12. ↑  Gregory, Ted; Barnum, Art (26 жовтня 2009). Child abduction survivor lives with fear and guilt. Los Angeles Times.
13. ↑  Prosecutor decries 'psycho-babble'. Santa Maria Times. Associated Press. 21 жовтня 1993 — через Newspapers.com.
14. ↑  Wynne, Kelly (13 вересня 2019). 'Mindhunter' Wendy Carr in Real Life: Serial Killer Expert Talks Netflix Series Facts and Fiction. Newsweek. Процитовано 27 грудня 2022.